# Episodi di Love, Victor (terza stagione)
La terza e ultima stagione della serie televisiva Love, Victor, composta da 8 episodi, è stata interamente pubblicata sul servizio di streaming on demand Hulu il 15 giugno 2022. 
In Italia la stagione è stata interamente pubblicata sul servizio di streaming on demand Disney+ il 15 giugno 2022.
| nº | Titolo originale             | Titolo italiano                 | Pubblicazione USA | Pubblicazione Italia |
| -- | ---------------------------- | ------------------------------- | ----------------- | -------------------- |
| 1  | It's You                     | Sei tu                          | 15 giugno 2022    | 15 giugno 2022       |
| 2  | Fast Times at Creekwood High | Tempi rapidi al liceo Creekwood | 15 giugno 2022    | 15 giugno 2022       |
| 3  | The Setup                    | La sistemazione                 | 15 giugno 2022    | 15 giugno 2022       |
| 4  | You Up?                      | Ti va?                          | 15 giugno 2022    | 15 giugno 2022       |
| 5  | Lucas and Diego              | Lucas e Diego                   | 15 giugno 2022    | 15 giugno 2022       |
| 6  | Agent of Chaos               | L'agente del caos               | 15 giugno 2022    | 15 giugno 2022       |
| 7  | The Gay Award                | Il premio gay                   | 15 giugno 2022    | 15 giugno 2022       |
| 8  | Brave                        | Coraggioso                      | 15 giugno 2022    | 15 giugno 2022       |

## Sei tu
- Titolo originale: It's You
- Diretto da: Jason Ensler
- Scritto da: Brian Tanen

### Trama
Victor, come anticipato nel finale della seconda stagione, deve decidere tra Rahim o Benji. Alla fine Victor sceglie Benji, vanificando l'attesa di Rahim davanti alle finestre. Nonostante l'imbarazzo iniziale, Victor ricorda quando vide Benji per la prima volta, ovvero mentre stava bevendo dalla fontanella della scuola. Successivamente Benji, spinto dal padre a usare la sua macchina, porta in giro Victor, e il luogo in cui lo porta è la panchina dove si son dati il primo bacio. La serata sembra andare bene, ma Benji si accorge di un posto di blocco che controlla il tasso alcolico del guidatore, quindi Benji stesso che prima aveva bevuto; a quel punto i due si scambiano di posto e ritornano a casa di Benji. Il padre, in seguito, rivuole le chiavi indietro, gliele rida Victor. Benji alla fine confessa al padre di aver guidato sotto effetto di alcol.  Nel frattempo Felix e Pilar tengono segreta la loro relazione. Successivamente le cose tra Lake e Lucy sono andate oltre, quest'ultima prova a baciarla ma viene fermata, in seguito se ne va con la maglietta prestatagli da Lake. Mia, invece, va a trovare la madre, quest'ultima rimane molto stupita nel rivedere la figlia dopo tanto tempo. Dopo aver capito che la madre ha messo al primo posto il lavoro anziché il benessere della figlia, ritorna dal padre che nel mentre era molto in ansia. Victor preoccupato, visto che Benji non rispondeva ai messaggi, decide di trovarlo direttamente e vede Benji fare le valigie, il padre di quest'ultimo l'ha mandato in riabilitazione per circa 3 settimane. Al lavoro Victor, ricorda alcuni bei momenti passati insieme a Benji. 
- Guest star: Kevin Rahm (Signor Campbell), Tracie Thoms (Naomi), Artemis Pebdani (madre di Rahim) e Mekhi Phifer (Harold Brooks).

## Tempi rapidi al liceo Creekwood
- Titolo originale: Fast Times at Creekwood High
- Diretto da: Melissa Kosar
- Scritto da: Marcos Luevanos

### Trama
- Guest star: Nia Vardalos (Theresa), AJ Carr (Teddy), Charlie Hall (Kieran), Tyler Lofton (Connor) e Mekhi Phifer (Harold Brooks).

## La sistemazione
- Titolo originale: The Setup
- Diretto da: Steven Canals
- Scritto da: Rick Wiener e Kenny Schwartz

### Trama
- Guest star: Betsy Brandt (Dawn Westen), Nico Greetham (Nick), Timm Sharp (Stuart) e Leslie Grossman (Georgina Meriwether).

## Ti va?
- Titolo originale: You Up?
- Diretto da: Jason Ensler
- Scritto da: Michelle Lirtzman

### Trama
- Guest star: Nico Greetham (Nick), Andrew Leeds (dottor Richards) e Leslie Grossman (Georgina Meriwether).

## Lucas e Diego
- Titolo originale: Lucas and Diego
- Diretto da: Randall Winston
- Scritto da: Debby Wolfe

### Trama
- Guest star: Kevin Rahm (Signor Campbell), Amy Pietz (Signora Campbell) e Eureka O'Hara (se stessa).

## L'agente del caos
- Titolo originale: Agent of Chaos
- Diretto da: Jason Ensler
- Scritto da: Nasser Samara

### Trama
- Guest star: Nico Greetham (Nick), Artemis Pebdani (madre di Rahim), Joshua Colley (Liam), Tyler Lofton (Connor), Zadran Wali (zio di Rahim), Audrey Wasilewski (), Mekhi Phifer (Harold Brooks) e Sophia Bush (Veronica).

## Il premio gay
- Titolo originale: The Gay Award
- Diretto da: Natalia Leite
- Scritto da: Alex Freund e Jillian Moreno

### Trama
- Guest star: Betsy Brandt (Dawn Westen), Nico Greetham (Nick), Andy Richter (Coach Ford), Amy Pietz (Signora Campbell), Tyler Lofton (Connor), Mekhi Phifer (Harold Brooks) e Sophia Bush (Veronica).

## Coraggioso
- Titolo originale: Brave
- Diretto da: Jason Ensler
- Scritto da: Isaac Aptaker e Elizabeth Berger

### Trama
- Guest star: Andy Richter (Coach Ford), Nico Greetham (Nick), Joshua Colley (Liam), Tyler Lofton (Connor) e Kevin Rahm (Signor Campbell).